# Anderson Luís
Anderson Luís Ribeiro Pereira, mais conhecido como Anderson Mesópolis (SP), 31 de Julho de 1988), é um futebolista brasileiro que atua como zagueiro. Atualmente joga no Operário-MS.

## Biografia
Começou a sua carreira formando-se nas categorias de base do Figueirense Futebol Clube, No ano de 2002, disputou o Campeonato Catarinense de Futebol Júnior e a Copa São Paulo de Futebol Júnior. Em meados de 2006 íniciou a sua carreira profissional na base principal do Figueirense, em 2007 foi a revelação da copa do brasil de 2007 onde se  tornou vice  capeão  disputando em 2008 seu Primeiro Campeonato  Catarinense de Futebol. Em 2009, o Figueirense acertou o seu Empréstimo, até o final do ano, com a equipe do Guaratinguetá, onde disputou o Campeonato Brasileiro da Série C. Retornou ao Figueirense em 2009. No mesmo ano foi Emprestado ao Mirassol. Foi destaque na imprensa do Figueirense por ajudar o Guaratinguetá a subir para Série B e pela sua campanha ao serviço do Mirassol Futebol Clube no Paulistão. Aos 21 anos foi negociado, com o clube português Estoril-Praia onde iniciou sua carreira europeia e onde conquistou o título da Liga Orangina 2011–12. 
Formado nas categorias de base do Figueirense, começou a carreira como volante. o jogador era o terceiro atleta que mais vezes vestiu a camisa do Figueirense no atual grupo de jogadores, com 75 participações.
Depois de ter acabado contrato com o Estoril-Praia, assinou até 2018 pelo Arouca, clube que vai disputar as competições europeias nesta época pela primeira vez na sua história. 

## Títulos
Figueirense
- Campeonato Catarinense de Futebol Júnior de 2006-07
- Copa São Paulo de Futebol Júnior de 2008
- Campeonato Catarinense de Futebol de 2008

Estoril Praia
- Liga Orangina 2011–12

São Caetano
- Copa Paulista: 2019